# Молодий Рух
Молодий Рух — всеукраїнська молодіжна громадська організація, повноправний член організації Молоді Європейської народної партії (Youth of the European People's Party (YEPP)), була створена, як молодіжне крило партії Народний Рух України, проте в 1999 році відійшла до Української народної партії, а згодом стала самостійною. Зареєстрована у Міністерстві юстиції України 9 липня 1999 року.

## Історія
Ідея створення молодіжної організації «Молодий Рух» виникла весною 1993 р. у середовищі політично активного студентства, у першу чергу серед членів Української Студентської Спілки. Засновники - Зубко Ю. П., Кириленко В. А., Сиротенко О. В.
16 жовтня 73 делегати установчої конференції ухвалили Декларацію про створення Молодого Руху та ухвалили Положення про Молодий Рух.
Головою Молодого Руху став В'ячеслав Кириленко, заступниками Голови — Юрій Зубко та Валерій Дехтяр.
В 1994 році основним напрямком діяльності Молодого Руху стають вибори. Організація висуває і активно підтримує кандидатів від демократичних сил до Верховної та міських Рад. 5 представників Молодого Руху балотувалися до ВР України і більше 30 — до міських Рад. Незважаючи на свій молодий вік, багато кандидатів посіли почесні другі та треті місця.
В першому турі президентських виборів Молодий Рух підтримав Володимира Ланового. На його підтримку було зібрано понад 10 тисяч підписів.
На літніх виборах 1994 року Молодий Рух та Українська Студентська Спілка (УСС) стали ударною силою в агітаційній кампанії за кандидата на мери Києва, професора Володимира Черняка. Цього не забули в міській адміністрації Косаківського. Відразу ж після другого туру виборів, коли Черняк поступився Косаківському, уесесівців та молодорухівців викинули з приміщення, яке належало міському Управлінню молоді.
В січні 1994 року проведено пікетування в аеропорту Бориспіль зустрічі Президента України Кравчука з Президентом США Клінтоном, яка проходила в принизливій для України формі. Ця акція мала широкий резонанс у світовій пресі.
В грудні 1994 року Молодий Рух виступив з протестом біля посольства Росії, де вимагав виведення російських військ з чеченської території та початку повновартісних російсько-чеченських переговорів.
Чеченському питанню відводилося значне місце і на Конгресі молодих реформаторів Східно-Центральної Європи, який проходив у Києві в січні 1995 року. В ньому взяли участь делегати з 13 країн регіону — від Албанії до Естонії. Голова Молодого Руху В'ячеслав Кириленко звернув увагу учасників Конгресу на нестабільність і агресивність російської політики, що яскраво продемонструвала чеченська трагедія. На його пропозицію Конгрес ухвалив спеціальну резолюцію з приводу чеченських подій, в якій закликав припинити спроби силового вирішення чеченської проблеми і почати мирні переговори.
У 1996 році для Молодого Руху найважливішою ділянкою роботи стала боротьба за прийняття нової Конституції України. За ініціативою Молодого Руху та УСС у квітні було створено Всеукраїнський громадський молодіжний комітет на підтримку прийняття нової Конституції України, який розгорнув активну діяльність в усіх областях України. Було проведено велику кількість зустрічей із молоддю для роз'яснення основних положень проекту, розпочалася робота по реалізації широкомасштабних телевізійних та концертних молодіжних проектів. Згідно результатів соціологічних досліджень УкрНДІ проблем молоді більше 82% молодих людей були готові підтримати на референдумі новий Основний закон України. У цьому вбачаємо також і нашу заслугу.
Велику увагу приділяємо навчанню активу Молодого Руху, його підготовці до виборчих баталій. Цьому сприяє багато семінарів та практичних занять, що організовує Молодий Рух для своїх членів.
Молодий Рух мав найбільшу фракцію (51 чол.) під час Конгресу Української Молоді в травні 1997 р. та зміг значною мірою підпорядкувати його роботу своєму впливові. Ми добилися окремої зустрічі з Прем'єр-Міністром України, в підсумкову резолюцію було внесено пункт про необхідність проведення політичних реформ та проведення нових виборів за змішаною системою.
В листопаді 1996 року Молодий Рух провів загальноукраїнську кампанію «Конституція. Свобода. Освіта», під час якої зібрано й передано до Кабінету Міністрів 6 тисяч підписів з вимогами нормального фінансування освіти, скасування інституту прописки та дотримання прав молоді. В 15 областях проведено пікетування обласних держадміністрацій, а в Сімферополі організовано страйк студентів університету та демонстрації чисельністю до 2 тисяч чоловік. Кампанія, що закінчилася пікетуванням Кабінету Міністрів, отримала широкий розголос у місцевій та центральній пресі, дозволила залучити до Молодого Руху кількасот нових членів і створити організації у всіх областях України.
У жовтні 1997 року Молодий Рух розпочав кампанію протестів у зв'язку з рішенням уряду Пустовойтенка скасувати 50%-ву знижку на проїзд студентів у міжміському транспорті. В більшості областей відбулося пікетування органів влади та збирання підписів з протестом проти дій уряду. 17 листопада, в Міжнародний день студентів, відбулося бурхливе пікетування Кабміну. В цей же день на зустрічі з представниками молоді Прем'єр-міністр пообіцяв відмовитися від скасування пільгового проїзду. Вдалося досягти успіху й у інших питаннях. Наприклад, середній бал успішності, необхідний для отримання стипендії, знижено з 4,5 до 4.
У квітні 1996 року Молодий Рух провів представницьку Міжнародну конференцію «Україна на шляху до Європи» за участю провідних фахівців Міністерства закордонних справ України, Адміністрації Президента, наукових установ. На ній було ухвалено резолюцію про необхідність вступу України до НАТО. Цю позицію наша організація підтвердила і під час пікету на підтримку візиту Генсека НАТО Хав'єра Солани до України. Молодий Рух надає постійну підтримку Молодому Фронту Бєларусі та тісно співпрацює із найбільшою організацією кримськотатарської молоді — Кримськотатарським Молодіжним Центром.
Завдяки участі делегацій Молодого Руху в різноманітних міжнародних форумах та конференціях під час їх засідань, дискусій та презентацій еліта європейської молоді довідалася багато нового про політичну ситуацію в Україні.
Велику увагу в своїй діяльності «Молодий Рух» приділяє підтримці талановитої творчої молоді. Популярним серед молоді став Всеукраїнський Молодіжний Фестиваль «Перлини сезону», одним із засновників якого є Молодий Рух. Фестиваль став помітним явищем у культурному житті України: вперше в рамках одного Фестивалю мали можливість заявити про себе молоді талановиті художники, журналісти, театральні актори та режисери, виконавці у жанрах рок- та поп-музики, фольклорної пісні та розмовного жанру, проводилися також
У січні 1997 р. Молодий Рух вперше став співорганізатором масштабної культурно-мистецької акції «Лишається надія», в якій взяли участь зірки української естради: Тарас Петриненко, Олександр Пономарьов, гурт «Скрябін», Алла Попова, В'ячеслав Хурсенко, Тризубий Стас та переможці «Перлин сезону». Акція пройшла з великим успіхом, охопивши вісім міст Західної України та Київ.
Молодий Рух взяв активну участь у виборчій кампанії 1998 року. До Верховної Ради за партійним списком Народного Руху України балотувалися 12 членів Молодого Руху, два з них — одночасно й у одномандатних округах. До місцевих рад балотувалися понад 250 членів організації. Її лідер В'ячеслав Кириленко став народним депутатом, секретарем комітету ВР з питань соціальної політики та праці. Молодорухівці стали депутатами Київської, Житомирської, Рівненської, Полтавської, Львівської та інших міських Рад, деяких обласних та районних рад, обійняли посади в комісіях та виконавчих органах місцевого самоврядування. Організації Молодого Руху створено в усіх областях України, продовжується робота по розбудові наших структур на районному рівні.
17 листопада 1998, в Міжнародний день студентів, Молодий Рух розпочав довгострокову Всеукраїнську кампанію «Україні — професійну армію!» (з гаслом « В XXI століття без — призовів та дідівщини!». Метою проведення кампанії є поетапний перехід до професійної армії, а на першому етапі — звільнення випускників вищих навчальних закладів від примусової служби в армії. Акція розпочалась в один день в усіх областях України. Під час кампанії було зібрано та передано у Міністерство оборони понад 400 тисяч підписів на підтримку вимог Молодого Руху.
19 лютого 1999 року проведено круглий стіл «Україні-професійну армію» за участю представників Генерального Штабу Збройних сил України.
На початку весни 1999 року, коли Кабінетом Міністрів були порушені права студентів на пільговий проїзд у міжміському транспорті, Молодий Рух спільно з Українською Студентською Спілкою та іншими молодіжними організаціями провів низку акцій протесту в Києві і по регіонах. Внаслідок таких активних дій уряд скасував свої протиправні рішення.
Навесні 1999 року столичні молодорухівці взяли активну участь у виборах мера міста Києва. Спільна Заява Молодого Руху, Української Студентської Спілки та Спілки Української Молоді закликала киян «не дати кримінальній олігархії захопити владу в столиці» і проголосувати за О.Омельченка, якого підтримали головні демократичні партії та громадські організації.
В лютому 1999 р. Молодий Рух стає повноправним членом найвпливовішої європейської молодіжної організації DEMYC. Питання про повне членство Молодого Руху в DEMYC було розглянуто в Словенії. Враховуючи те, що діяльність та ідеологія Молодого Руху повністю відповідає вимогам DEMYC, а також значні успіхи Молодого Руху під час виборчої кампанії жодних питань про право на повне членство Молодого Руху в DEMYC не виникало, що й підтвердило голосування.
9 липня 1999 року після тривалої боротьби Міністерство Юстиції України зареєструвало Молодий Рух як Всеукраїнську молодіжну громадську організацію «Молодий Рух». Головою організації на останній Всеукраїнській Конференції 27 листопада на новий термін обрано народного депутата України В'ячеслава Кириленка.
На президентських виборах-99 Молодий Рух підтримував кандидатуру Юрія Костенка — молодого лідера, який найбільше серед інших претендентів на вищу державну посаду відповідав вимогам політика європейського рівня.
В лютому 1999 р. Молодий Рух стає повноправним членом найвпливовішої європейської молодіжної організації DEMYC (Демократична спільнота молоді Європи). Питання про повне членство Молодого Руху в DEMYC було розглянуто в Словенії. Враховуючи те, що діяльність та ідеологія Молодого Руху повністю відповідає вимогам DEMYC, а також значні успіхи Молодого Руху під час виборчої кампанії 1998 року жодних питань про право на повне членство Молодого Руху в DEMYC не викликало, що й підтвердило голосування. В березні 2005 року Молодий Рух набрав повноправне членство в лавах іншої провідної європейської молодіжної організації YEPP (Молодь Європейської Народної Партії).
9 липня 1999 року після нашої тривалої боротьби з Міністерством юстиції України Молодий Рух таки було зареєстровано як Всеукраїнську молодіжну громадську організацію «Молодий Рух».
Навесні 2001 року під час касетного скандалу Молодий Рух виступив одним із співзасновників громадського комітету опору «За правду!» і вимагав від Генпрокурора повного розслідування справи Гонгадзе, а від президента Кучми поклястися на Біблії, що він не давав наказу на викрадення журналіста.
2002 року молодорухівці взяли активну участь у місцевих та парламентських виборах. Як результат, організація має свого представника в парламенті, а також близько двохсот депутатів місцевих рад.
Цілком зрозуміло, що доля українських виборів — 2004 нам не могла бути байдужою. Знаючи, як формувався і діяв авторитарний режим Кучми, ми були свідомі того, що зобов'язані зробити свій внесок у демократизацію виборчого процесу, унеможливити дію адміністративного ресурсу, насамперед на студентську молодь. Так виникли ініціатив «Студент обирає вільно!», «Каштанова революція», «Студентська хвиля».
Метою наших ініціатив було нейтралізувати дію адміністративного ресурсу на українське студентство шляхом оприлюднення злих намірів і дій владита керівництва вузів. Для цього потрібно було організувати моніторинг передвиборної ситуації у вузах.
Для організації моніторингової мережі було регіональні структури молодіжних громадських організацій таких як Молодий Рух, Українська студентська спілка, Спілка української молоді, Українська народна молодь, Пласт, Зарево, Молода Просвіта тощо. Таким чином утворився Всеукраїнський моніторинговий комітет «Студент обирає вільно!», який очолив екс-голова Молодого Руху Тимур Нагалевський.
Молодий Рух взяв активну участь у Помаранчевій революції та доклав чимало зусиль задля її перемоги. Громадянська кампанія ПОРА по всій Україні здебільшого спиралася на добре розгалужені та дієві структури Молодого Руху.
В липні 2005 року XI Всеукраїнська конференція Молодого Руху обрала головою організації Любомира Грицака.

## Конференції
- I (установча). 16-17 жовтня 1993 року. Обрано 108 делегатів з 15 областей. Прибули 73 делегати з 9 областей.
- II. 15-16 квітня 1995 року. Обрано 120 делегатів з 16 областей. Прибули 105 делегатів з 14 областей.
- III. 18 травня 1996 року . Обрано 135 делегатів з 24 областей. Прибули 126 делегатів з 22 областей.
- IV. 17 травня 1997 року. Обрано 163 делегати з 25 областей. Прибули 157 делегатів з 25 областей.
- V. 17 жовтня 1998 року. Обрано 211 делегатів з 26 областей. Прибули 195 делегатів з 25 областей.
- VI. 27 листопада 1999 року. Обрано 274 делегатів з 6 областей. Прибули 250 делегатів з 25 областей.

## Діяльність
Серед успіхів Молодого Руху — захист випускників вузів від трирічного примусового «заслання» на нецікаву роботу (1996), збереження проїзду студентів у міжміському транспорті за півціни (1997–2000), зниження з 4,5 до 4 середнього балу для отримання стипендії.
Молодий Рух проводить загальноукраїнську кампанію «Україні — професійну армію», яка вже змусила владу розпочати серйозну військову реформу.

## Керівництво
- Вячеслав Кириленко (1994-2003)
- Тимур Нагалевський (2003-2005)
- Любомир Грицак (з 2005)